# Nadia Sharmeen
Nadia Sharmeen est une chroniqueuse judiciaire bangladaise mais aussi une militante sociale qui agit pour les droits des femmes. Elle reçoit, en 2015, le prix international de la femme de courage.

## Biographie
Nadia Sharmeen est journaliste de formation. En 2009, elle intègre le service de presse du Bangladesh et suit l'actualité criminelle. Le 6 avril 2013 à Motijheel Thana (en), elle couvre pour Ekushey Television (en), un rassemblement organisé par une coalition d'organisations fondamentalistes, Hefazat-e-Islam Bangladesh, qui exige entre autres, des restrictions à la présence des hommes et des femmes dans les mêmes espaces, le châtiment des athées, le port du voile pour les femmes mais également d'autres revendications basées sur la religion. Elle est battue par un groupe de 50 à 60 hommes et est sérieusement blessée. Son employeur niera l'avoir envoyé sur la manifestation, refusant d'assumer les dépenses médicales la forçant finalement à démissionner. Nadia Sharmeen est convaincue avoir été attaquée « juste parce que je suis une femme ».
Après son rétablissement, Nadia Sharmeen, poursuit son activité en tant que journaliste, pour un nouvel employeur : elle travaille désormais pour Ekattor TV (en). En 2014, son histoire est reprise dans le cadre de la campagne mondiale One Billion Rising (en) pour la Justice, par les activistes qui souhaitent inciter le gouvernement bangladais à œuvrer pour la sauvegarde de la convention sur l'élimination de toutes les formes de discrimination à l'égard des femmes.
Le 6 mars 2015, elle reçoit du département d'État des États-Unis, le Prix international de la femme de courage.